# VI. Keresztély dán király
VI. Keresztély (Copenhagen Castle, 1699. november 30. – Hirschholm Palace, 1746. augusztus 6.) Dánia és Norvégia királya 1730-tól haláláig. Mélyen vallásos, puritán uralkodásáról ismert. Ő volt az első olyan Oldenburg-dinasztiabeli királya Dániának, aki senki ellen sem indított háborút.

## Ifjúkora
VI. Keresztély 1699. november 6-án született Koppenhágában IV. Frigyes dán és norvég király és Mecklenburgi Lujza második gyermekeként. Német nevelői voltak, maga Keresztély is szívesebben használta a németet a napi érintkezésben, bár tudott dánul is.
Apja, aki nőügyeiről híresült el, megengedte neki, hogy saját maga válassza ki a menyasszonyát. A herceg körbeutazta Európát, és végül a lengyel királyné egyik udvarhölgyét, Brandenburg-Kulmbachi Zsófia Magdolnát választotta, aki a Hohenzollernek egy nem túl jelentős ágához tartozott. Bár dinasztikus szempontból nem volt optimális házasság, a király megadta az engedélyét és Keresztély 1721-ben a szászországi Pretzschben feleségül vette menyasszonyát.

## Belpolitikája
1730-ban IV. Frigyes meghalt és Keresztélyt királlyá koronázták. Az új király gyakran betegeskedett és visszahúzódó, befelé forduló, erősen vallásos személyiség volt. A királyi pár visszavonult életet élt, az udvarban betiltották a táncot, csak egyházi zenét engedélyeztek és vadászatot is csak ritkán rendeztek. Uralkodásának egyik első rendelkezése az volt, hogy apja (hivatalosan) második feleségétől, Anne Sophie Reventlowtól, akivel IV. Frigyes éveken keresztül megcsalta Keresztély anyját, elkobozta örökségének jelentős részét és vidékre száműzte.
Keresztély a pietizmus híve volt és ezt igyekezett alattvalóira is rákényszeríteni, ezért (és személyisége miatt) a dán abszolút uralkodók között a legkevésbé népszerűnek számított országában. Utasítása szerint vasárnap tilos volt minden mulatság és aki elmulasztotta a templombajárást azt súlyos pénzbüntetéssel vagy pellengérre állítással büntették. 
Uralkodása kezdetén rossz időjárás sújtotta a mezőgazdaságot. Emiatt, és a földesurak elnyomása elől, a parasztok tömegesen áramlottak a városokba. A földbirtokosok nyomására Keresztély ismét bevezette a röghözkötést (stavnsbånd), amit apja már harminc évvel azelőtt eltörölt és a 14 és 35 év közötti közrendű férfiak nem hagyhatták el a falujukat. A dán gabona árának magasan tartása végett 1735-ben betiltották a gabonaimportot, ez különösen súlyosan érintette Norvégiát amely nem tudta ellátni magát.

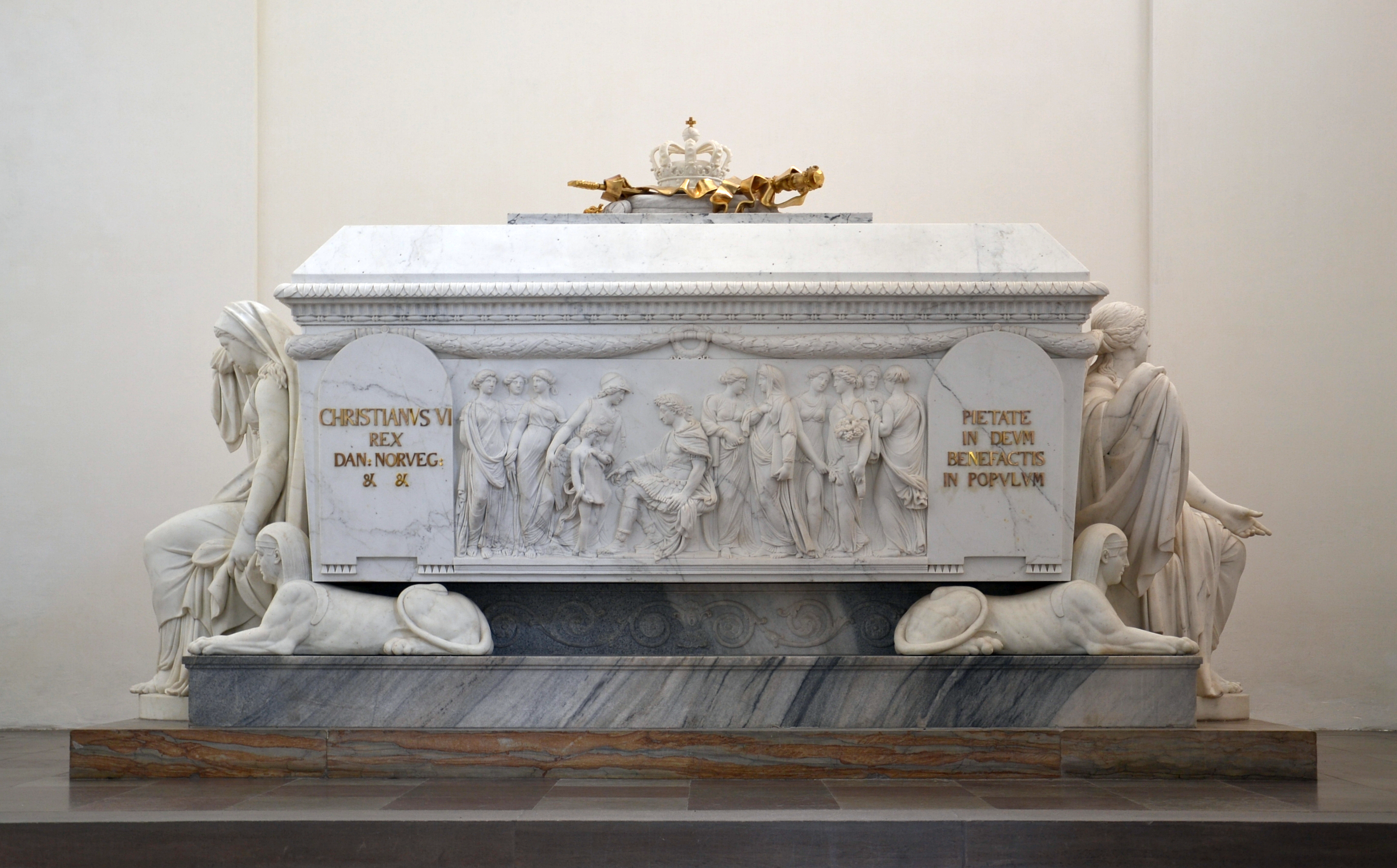
VI. Keresztély szarkofágja a roskildei katedrálisban.

Az Øresund vámjaiból befolyó jövedelemből Keresztély több jelentős épületet is emeltetett. Ő építtette christiansborgi palotát (1794-ben újjáépítették mert leégett), a Hirschholm palotát (1812-ben leromlott állaga miatt lebontották), az Eremitage-t és a Hercegi Palotát, amely jelenleg a Dán Nemzeti Múzeumnak ad helyt.
VI. Keresztély alatt Dánia semleges külpolitikát folytatott és nem vett részt semmilyen háborúban. A kezdeti visszaesés után a  kereskedelem és gazdaság fejlődésnek indult.

## Halála
Keresztély 1746. augusztus 6-án – egy nappal ezüstlakodalma előtt – a Hirschholm palotában meghalt, utóda egyetlen fia, V. Frigyes lett. Hamvait a roskildei székesegyházban helyezték el, márvány síremléke csak huszonkét évvel később készült el és a neoklasszicista stílus első képviselője Dániában.

## Gyermekei
VI. Keresztélynek és Brandenburg-Kulmbachi Zsófia Magdolnának három gyermeke született:
- Frigyes (1723. március 31. – 1766. január 14.), Dánia és Norvégia királya
- Lujza (1724. június 19. – 1724. december 20.)
- Lujza (1726. október 19. – 1756. augusztus 8.), feleségül ment III. Ernő Frigyes szász-hildburghauseni herceghez

## Fordítás
Ez a szócikk részben vagy egészben  a   Christian VI of Denmark című angol Wikipédia-szócikk ezen változatának fordításán alapul.  Az eredeti cikk szerkesztőit annak laptörténete sorolja fel. Ez a jelzés csupán a megfogalmazás eredetét és a szerzői jogokat jelzi, nem szolgál a cikkben szereplő információk forrásmegjelöléseként.
| Előző uralkodó: IV. Frigyes | Dánia királya 1730 – 1746 | Következő uralkodó: V. Frigyes |

| Előző uralkodó: IV. Frigyes | Norvégia uralkodója 1730 – 1746 | Következő uralkodó: V. Frigyes |